# Broye-Vully
Broye-Vully (Frans: District de la Broye-Vully, Duits: Bezirk Broye-Vully) is een bestuurlijke eenheid in het kanton Vaud. De hoofdplaats is Payerne. Het district werd op 1 januari 2008 gevormd uit de voormalige districten Avenches en Payerne en gedeeltelijk uit Moudon en Oron.
Het district bestaat uit 31 gemeenten, heeft een oppervlakte van 264.98 km² en heeft 41.439 inwoners in 2016.
| Naam                   | Inwoners (31 dec. 2016) | Oppervlakte (km²) |
| ---------------------- | ----------------------- | ----------------- |
| Avenches               | 4166                    | 19.46             |
| Bussy-sur-Moudon       | 208                     | 3.09              |
| Champtauroz            | 130                     | 3.05              |
| Chavannes-sur-Moudon   | 223                     | 5.14              |
| Chevroux               | 446                     | 4.37              |
| Corcelles-le-Jorat     | 427                     | 7.93              |
| Corcelles-près-Payerne | 2381                    | 12.13             |
| Cudrefin               | 1557                    | 15.82             |
| Curtilles              | 309                     | 4.95              |
| Dompierre              | 242                     | 3.21              |
| Faoug                  | 879                     | 3.45              |
| Grandcour              | 889                     | 10.21             |
| Henniez                | 334                     | 2.61              |
| Hermenches             | 379                     | 4.77              |
| Lovatens               | 143                     | 3.47              |
| Lucens                 | 3445                    | 19.25             |
| Missy                  | 359                     | 3.11              |
| Moudon                 | 6114                    | 15.69             |
| Payerne                | 9486                    | 24.19             |
| Prévonloup             | 166                     | 1.84              |
| Ropraz                 | 439                     | 4.83              |
| Rossenges              | 60                      | 1.07              |
| Syens                  | 146                     | 2.52              |
| Trey                   | 262                     | 3.81              |
| Treytorrens            | 131                     | 3.07              |
| Valbroye               | 2962                    | 33.57             |
| Villars-le-Comte       | 143                     | 4.19              |
| Villarzel              | 423                     | 7.66              |
| Vucherens              | 557                     | 3.27              |
| Vulliens               | 466                     | 6.63              |
| Vully-les-Lacs         | 2943                    | 21.15             |

Aigle · Broye-Vully · Gros-de-Vaud · Jura-Nord vaudois · Lausanne · Lavaux-Oron · Morges · Nyon · Ouest lausannois · Riviera-Pays-d'Enhaut

Voormalige districten: Aubonne · Avenches · Cossonay · Echallens · Grandson · La Vallée · Lavaux · Moudon · Orbe · Oron · Payerne · Pays-d'Enhaut · Rolle · Vevey · Yverdon
Avenches · Bussy-sur-Moudon · Champtauroz · Chavannes-sur-Moudon · Chevroux · Corcelles-le-Jorat · Corcelles-près-Payerne · Cudrefin · Curtilles · Dompierre · Faoug · Grandcour · Henniez · Hermenches · Lovatens · Lucens · Missy · Moudon · Payerne · Prévonloup · Ropraz · Rossenges · Syens · Trey · Treytorrens · Valbroye · Villars-le-Comte · Villarzel · Vucherens · Vulliens · Vully-les-Lacs